# Peredvižnjevci
Peredvižnjevci (ruski: передвижники, u značenju „lutalice“) su bili predstavnici ruskog kritičkog realizma u 19. stoljeću; putujuća umjetnička izložba grupe ruskih umjetnika (Товарищество передвижных художественных выставок) koju je 1870. godine u Sankt-Peterburgu osnovala grupe apsolvenata škole slikarstva i kiparstva.
Nastala je na inicijativu Ivana Kramskoja i drugih ruskih umjetnika, a imala za cilj popularizaciju umjetnosti koja je bila zanemarena i anonimna u ruskom društvu. Motivi slika su većinom bili žanr-scene, pejzaži i povijesno slikarstvo, ali i portreti. U svojim djelima su predstavljali život ljudi i kritizirali moralne mane Carske Rusije, a njihove izložbe su imale veliki odjek.
Neki od brojnih predstavnika su: Ilja Rjepin, Ivan Nikolajevič Kramskoj, Ivan Ivanović Šiškin, Izak Iljič Levitan, Nikolaj Aleksandrovič Jarošenko, Vasilij Surikov, Viktor Vasnjecov, i drugi.
Od 1871. do 1923. godine grupa je organizirala 48 izložbi u Moskvi i Petersburgu kao i u Kijevu, Odesi, Harkovu i drugim gradovima u Rusiji. Djela peredvižnjeva nalaze se u mnogim ruskim galerijama i muzejima. U Tretjakovskoj galeriji u Moskvi je najveća kolekcija koju su sakupili Pavel Tretjakov i njegov brat.
- Ivan Kramskoj, Portret slikara Ivana Šiškina, 1873., 110,5 × 78 cm, Galerija Tretjakov, Moskva.
- Nikolaj Jarošenko, Kovač, 1878.
- Ivan Ivanovič Šiškin, Jutro u borovoj šumi, 1889., Ermitaž, Sankt-Peterburg.
- Izak Levitan, Jezero Rus', oko 1899. god.

## Poveznice
- Ruska umjetnost
- Realizam (likovna umjetnost)

## Vanjske poveznice
- Društvo putujućih umjetnika
- Peredvižnjevci (lutalice) - obrazovne stranice (engl.)